# Gábor Csalog
Gábor Csalog est un pianiste et compositeur hongrois, né le 17 mai 1960 à Budapest. À l'âge de 11 ans, il intègre l'Académie de musique Franz-Liszt, où il étudie jusqu'en 1977 dans la classe des élèves particulièrement doués. À dix-huit ans, il entame son cycle supérieur de formation auprès des grands concertistes Dezső Ránki, Zoltán Kocsis et András Schiff, et surtout auprès des plus renommés pédagogues hongrois, déjà formateurs de la célèbre génération précédente : Klára Máthé, Pál Kadosa, et à partir de 1980 le compositeur György Kurtág, dont il devient l'un des premiers et principaux interprètes au piano. 
De 1983 à 1987, il est l'élève puis l'assistant de György Sebök dans sa célèbre classe de l'Université d'Indiana (Bloomington).
À partir de 1987, il enseigne au Conservatoire Béla Bartók (Bartók Béla Zeneművészeti Szakközépiskola és Gimnázium) de Budapest, et commence en 1990 une carrière discographique riche de quatorze références, parmi lesquelles :
- Une sélection des Douze études d'exécution transcendante de Franz Liszt et de Etudes de György Ligeti (Budapest Music Center BMC CD 095, paru en 2004)
- Un récital Alexandre Scriabine : Étrangeté / Strangeness - Prelűdök és poémák (Budapest Music Center BMC CD 099 - paru en 2005)
- Une sélection des premiers cahiers de Jeux (Játékok) de György Kurtág, enregistrée avec le compositeur (Budapest Music Center BMC Records, BMC CD 123/BMC CD 139, parus en 2006 & 2008)
- Une des rares intégrales des Mazurkas de Chopin (Hungaroton, 1997).
Depuis 2001, Gabor Csalog est professeur à l'Académie de musique Franz-Liszt, où il enseigne le piano et assiste György Kurtág dans sa classe de musique de chambre . 
Comme concertiste, il se produit en récital autant qu'en musique de chambre, avec notamment comme partenaires le violoncelliste Miklós Perényi, le Quatuor Keller ou son primarius András Keller, le hautboïste Heinz Holliger, ou encore à quatre mains avec András Kemenes. Il est également artiste invité du plus prestigieux orchestre hongrois, l'Orchestre du Festival de Budapest.
Il a été choisi par Könemann Music Budapest comme éditeur critique d'une nouvelle édition urtext des œuvres complètes de Frédéric Chopin.

## Sources
- Chopin Society - List of the most important editions published after 1859
- Wikipédia hongrois